# Asim Ferhatović
Asim "Hase" Ferhatović (24 de enero de 1933 – 25 de enero de 1987) fue un futbolista bosnio. Comenzó su carrera futbolística en 1948 con el FK Sarajevo, en cuyo primer equipo jugó un total de 204 partidos y anotó 75 goles.

## Trayectoria
Ferhatović fue considerado durante años el mejor jugador del equipo FK Sarajevo y uno de los mejores jugadores de Yugoslavia.[cita requerida] En la temporada 1963-64 fue el máximo anotador de la liga yugoslava con 19 goles. Pasó la temporada 1960-1961 en Turquía, donde ganó el campeonato de liga. Regresó al FK Sarajevo y, entre los años 1950 y 1960, se convirtió en uno de los jugadores más famosos del club, anotando 198 goles en 422 partidos.
La banda de rock bosnio Zabranjeno Pušenje escribió una canción en honor de Ferhatović llamada Nedelja Kad Je Otišo Hase ("El domingo, cuando Hase se marchó").
El estadio Asim Ferhatović Hase, sede de la ceremonia de apertura y clausura de los Juegos Olímpicos de invierno de 1984, fue nombrado en su honor.

## Selección nacional
Jugó una vez para la selección nacional de Yugoslavia. Participó en un partido contra la selección de Corea del Sur el 8 de octubre de 1961, en un partido de clasificación para la Copa del Mundo de 1962.

## Fallecimiento
Falleció el 25 de enero de 1987, un día después de su cumpleaños, de un ataque al corazón.